# Lámparas Z
Lámparas Z (Sociedad Española de Lámparas Eléctricas Z) fue una empresa española, destinada inicialmente a la fabricación de bombillas incandescentes, y posteriormente a otros productos de iluminación (tubos fluorescentes) y aparatos eléctricos de uso doméstico, ubicada inicialmente en la Gran Vía de las Cortes Catalanas (esquina calle México), de Barcelona y, posteriormente, al paseo de la Zona franca, de la misma ciudad.

## Fundación
Fue fundada el 16 de enero de 1908,  por parte de Lluís Muntadas y Rovira (ingeniero de Barcelona, con la concurrencia a la escritura notarial de constitución, como socio, de Roger Clinchant de Milly, industrial vecino de París. Su denominación deriva del hecho que los filamentos de las bombillas eléctricas se fabricaban con circonio, siendo conocidas como zirconium lamps o z-lamps.
Lluís Muntadas y Rovira, ingeniero de Barcelona, hijo de Josep Antoni Muntadas (fundador de La España Industrial), con anterioridad, en 1897, ya había fundado en Barcelona la empresa La Industria Eléctrica, que en 1910 se unió a Siemens, creándose la sociedad Siemens Schuckert Industria Eléctrica SANO, como suministrador de equipamiento eléctrico.
Las patentes inicialmente explotadas y fabricadas por Lámparas Z fueron la ElektroDm Gesellschaft y la Zirkon Glühlampeverk. A la muerte de Lluís Muntadas y Rovira, la empresa quedó en manos de su yerno Juli Capará (que años después estuvo al frente de la compañía Hispano Olivetti).

## Integración al grupo Philips
Fruto de la estrechada colaboración entre Juli Capará y Anton Philips desde 1912, que dio lugar a una participación de Philips en el capital de Lámparas Z que culminaría en 1920, en 1914 se cerró un convenio de asistencia con los Laboratorios de Física Philips, de Holanda, para adaptar los productos de la empresa catalana a los nuevos adelantos técnicos. A partir de 1927, Philips confió a Lámparas Z la fabricación completa de las bombillas Philips. A partir de la constitución, el 1926, de Lámparas Philips SAE, esta concentró todas las actividades de los distribuidors de los productos de alumbrado Philips, mientras que la parte industrial permanecía en manso de Lámparas Z.
En 1931, la fábrica de Barcelona inició la fabricación de válvulas de radio. De no ser por el estallido de la guerra civil, el primer receptor de radio totalmente fabricado en España hubiera estado listo en 1936, hecho que se retrasó hasta 1942.
El 1945, Lámparas Z iniciaba la fabricación de tubos fluorescentes y en 1946 la de válvulas electrónicas. Diez años más tarde se iniciaba la fabricación de componentes de televisión, incluidos los tubos de imagen. Los discos de vinilo se empezaron a fabricar en 1958. Todas estas ampliaciones en los productos fabricados fueron determinantes para el traslado a unas nuevas instalaciones al paseo de la Zona franca.
El progresivo aumento de la participación accionarial por parte de Philips trajo finalmente a la absorción por parte de la empresa neerlandesa de Lámparas Z, que culminó en 1998.

## Traslado en la Zona franca
A principios de la década de 1950, la empresa amplió sus instalaciones y se trasladó al paseo de la Zona franca, de Barcelona. En una primera fase, bajo la dirección del ingeniero Antoni Grau, se construyó una fábrica de vidrio formada por dos grandes naves, una destinada a hornos y la otra a taller, almacenes y vestuarios, ambas de planta baja y piso. En una segunda fase, pocos años después, coincidiendo con los preparativos del cinquantenari de la empresa, se encargó la ampliación de las instalaciones al arquitecto Josep Soteras y Mauri (coautor del proyecto constructivo del Camp Nou del FC Barcelona, en aquella misma época). Esta ampliación se ejecutó en la parte del solar más cercano al paseo, destinada a la sustitución de las instalaciones originarias de la Gran Vía, destinadas a la fabricación de las lámparas. Los terrenos limitaban con las viviendas de la SEAT y, por lo tanto, se proyectó una amplia zona verde o jardín, que separaba la indicada zona residencial vecina y las instalaciones industriales de la empresa. Lo referido jardín, diseñado por la esposa de la entonces director general de la empresa, Sr. Van der Harst, la cual tenía formación en paisajismo o jardinería, disponía de variada vegetación y de un diseño y recorridos no lineales, con especies vegetales únicas en Barcelona. Tal jardín era para uso del personal y trabajadores de la empresa y constituía una de las pocas zonas verdes de aquella zona industrial. La construcción de la referida ampliación y, por lo tanto, el definitivo traslado de todas las inatal·lacions de la empresa al paseo de la zona Franca se produjo a mediados de 1959, al poco de la celebración, el año anterior, del cinquantenari de la empresa, con gran eco a la prensa de la época.

## Uso actual del solar y edificaciones
En la actualidad, una vez reconvertidos los usos del solar y edificaciones de la empresa, la zona ajardinada de esta, pionera en su tiempo, constituye el Jardín de los Derechos Humanos, de uso público y titularidad municipal.
En el edificio del que fue la fábrica de vidrio tiene la sede el Granero, "Centro de creación del cuerpo y del movimiento", destinado a la promoción de todo el relacionado con la danza en el ámbito de la creación. La propiedad de la instalación es del Ayuntamiento de Barcelona y la gestión corresponde al Mercado de las Flores. La isla Philips también aloja la Biblioteca Francesc Candel, de la red de bibliotecas municipales de la Diputación de Barcelona.
El fondo documental de la empresa está depositado al Archivo Nacional de Cataluña desde 2002.

### Imágenes
- Orpinell, Jaume; Basiana, Xavier. «Lámparas Z. 1997-1998. Fotografía a las sales de plata e impresión sobre papel 60 x 85 cm». Colección MACBA. Fundes de la colección. Consorcio MACBA [Consulta: 17 de diciembre de 2015].
- Fundación do.co.mo.mo. «Fábrica electrónica Philips. Lámparas Z». fundación do.co.mo.mo ibérico - documentación y conservación de la arquitectura y el urbanismo del movimiento moderno [Consulta: 17 de diciembre de 2015].
- «Lámparas Z. La Zona franca». Todo Barcelona (blog) [Consulta: 17 de diciembre de 2015].

### Audiovisuales
- BTV. Barcelona Televisión. «Los Jardines de los Derechos Humanos esconden espécies únicas a la ciudad». Btvnotícies.cat [Consulta: 17 de diciembre de 2015].
- BTV. Barcelona Televisión. «El Granero, la fábrica de danza, funciona a pleno rendimiento». Btvnotícies.cat [Consulta: 17 de diciembre de 2015].

### Equipamientos de la Isla Philips
- «Granero. Centre de creación del cuerpo y del movimiento».   Mercado de las Flores - Ayuntamiento de Barcelona. [Consulta: 17 de diciembre de 2015].
- «Biblioteca Francesc Candel. Barcelona. Sants-Montjuic».   Diputación de Barcelona. [Consulta: 17 de diciembre de 2015].

- Datos: Q21747259